# Guido Messina (Radsportler)
Guido Messina (* 4. Januar 1931 in Monreale; † 10. Januar 2020 in Caselette) war ein italienischer Radrennfahrer, Olympiasieger und fünffacher Weltmeister.

## Sportliche Laufbahn
1948, im Alter von 17 Jahren, wurde Guido Messina in Amsterdam erstmals Weltmeister in der Einerverfolgung bei den Amateuren. 1950 und 1951 belegte er jeweils den dritten Platz; 1953 errang er den Weltmeistertitel erneut. Bei den Olympischen Spielen 1952 in Helsinki gehörte Messina zum italienischen Bahn-Vierer, der die Goldmedaille in der Mannschaftsverfolgung gewann. 1954 wurde Messina Profi und gewann den ersten von drei italienischen Meistertiteln in der Verfolgung; 1956 siegte er zudem im Omnium.
Bei den UCI-Bahn-Weltmeisterschaften 1954 in Köln gewann Guido Messina den ersten von drei Weltmeister-Titeln in der Einerverfolgung der Profis und schlug dabei den haushohen Favoriten Hugo Koblet; 1957 wurde er Dritter. In den folgenden Jahren fuhr Messina auch Straßenrennen, so den Giro d’Italia sowie die Sardinien-Rundfahrt, wobei er 1955 die Auftaktetappe des Giro in Turin gewann. Er startete auch bei sieben Sechstagerennen, beste Platzierung war ein zweiter Platz 1961 in Buenos Aires gemeinsam mit seinem Landsmann Leandro Faggin. Messina war von 1954 bis 1962 Berufsfahrer. Er gewann in dieser Zeit acht Straßenrennen, mehrheitlich Rundstreckenrennen.
2009 übergab Guido Messina sein olympisches Bahnrad dem „Museo dei Campionissimi“ in Novi Ligure.
Messina starb am 10. Januar 2020 in seinem Haus in Caselette bei Turin. Zum Zeitpunkt seines Todes war er der älteste noch lebende Träger der Maglia Rosa.